# 豊田尭
豊田 尭（豊田堯、とよだ たかし、1914年5月6日- ）は、西洋史学者。

## 経歴
奈良県生まれ。1939年京都帝国大学文学部史学科卒。60年「バブーフとその時代 フランス革命の研究」で京都大学文学博士。戦前は同志社大学予科と第三高等学校で教授を、戦後は京都大学助教授、1959年大阪大学文学部助教授、64年教授。78年定年退官、名誉教授。87年勲三等旭日中綬章受章。

## 著書
- 『近代民主政治の発展　京大西洋史6』創元社、1951
- 『近代国家の展開　新書西洋史 第6』創元社、1955
- 『フランス革命』弘文堂、アテネ文庫 世界歴史シリーズ　1956
- 『バブーフとその時代 フランス革命の研究』創文社、1958
- 『市民革命の時代』講談社現代新書 新書西洋史　1973

### 共編著
- 『中学社会科世界史』羽田明共著 文英堂、1954
- 『文英堂精説世界史』羽田明、会田雄次共著 文英堂、1964
- 『世界歴史 第6巻 ヨーロッパ世界 第2』前川貞次郎共編 人文書院、1966

## 参考
- 「市民革命の時代」著者紹介